# David James Elliott
David James Elliott, właśc. David William Smith (ur. 21 września 1960 w Milton) – kanadyjski aktor. Wystąpił w głównej roli komandora Harmona „Harma” Rabba w serialu JAG (1995–2005).

## Życiorys

### Wczesne lata
Urodził się w Milton w Ontario, w Kanadzie, jako drugi z trzech synów Patricii Smith (z domu Farrow), kierowniczki biura, i Arnolda Smitha, hurtownika zajmującego się ogrzewaniem i hydrauliką. Dorastał w Milton, ale spędził dużo czasu na Bahamach, ponieważ mieszkała tam większość jego krewnych ze strony ojca. Był utalentowanym gitarzystą. Porzucił szkołę Milton District High School na ostatnim roku, aby realizować swoje marzenie i zaczął grać w zespole rockowym. Po pewnym czasie grupa rozpadła się, a Elliott w wieku 19 lat powrócił do szkoły. Jego nauczyciel, odkrywszy jego talent, namówił go, aby zajął się aktorstwem. W 1982 ukończył prestiżowy Uniwersytet Ryersona w Toronto. Na Stratford Shakespeare Festival w Stratford zdobył nagrodę dla najbardziej obiecującego aktora. Pracował w fabryce pasków.

### Kariera
18 stycznia 1986 po raz pierwszy wystąpił gościnnie na szklanym ekranie jako Hardy w jednym z odcinków przygodowego serialu familijnego CTV Television Network Campbellowie (The Campbells) – „Pierwszy dzień” („First Day”). W biograficznym dramacie sportowym Charlesa Jarrotta Błękitny chłopak (The Boy in Blue, 1986) z udziałem Nicolasa Cage’a pojawił się jako młody człowiek na łodzi. Grał postać kadeta Baxtera w komedii kryminalnej Akademia Policyjna 3: Powrót do szkoły (Police Academy 3: Back in Training, 1986) u boku Steve’a Guttenberga. Występował jako Nick Del Gado w kanadyjskim serialu Street-Legal (1989–1991).
W 1990 przeprowadził się do Los Angeles. Jego kariera zaczęła się szybko rozwijać. Grał gościnnie w serialach, w tym Nowa seria Alfred Hitchcock przedstawia (The New Alfred Hitchcock Presents, 1989), Doogie Howser, lekarz medycyny (Doogie Howser, M.D., 1992) czy Knots Landing (1992). Rozpoznawalność zapewniła mu rola komandora Harmona „Harma” Rabba w serialu JAG (1995–2005).
W 1996 został wybrany przez magazyn „People” jako jeden z 50 najpiękniejszych ludzi na świecie. 5 maja 2000 otrzymał nagrodę magazynu „TV Guide” jako ulubiony aktor w dramacie.

## Życie prywatne
8 października 1992 poślubił Nanci Chambers, którą poznał na planie serialu CBC/Radio-Canada Street Legal (1991), gdzie Chambers wystąpiła jako dziewczyna Nicka Del Gado, którego grał Elliott. Jego żona wystąpiła z nim w serialu JAG (1997–2003) w roli ambitnej porucznik Loren Singer oraz jako detektyw Andrea McInroy w telewizyjnym dramacie sensacyjnym CBS Kod 11-14 (Code 11-14, 2003). Mają córkę Stephanie (ur. 15 marca 1993) i syna Wyatta (ur. 3 marca 2003).

## Filmografia

### Filmy
- 1986: Akademia Policyjna 3: Powrót do szkoły (Police Academy 3: Back in Training) jako kadet Baxter
- 1997: Urzędowanie (Clockwatchers) jako pan MacNamee
- 2001: Z kozetki na fotel (The Shrink Is In) jako Michael
- 2003: Kod 11-14 (Code 11-14, TV) jako detektyw Kurt Novack
- 2008: Chora na seks (Love Sick: Secrets of a Sex Addict, TV) jako Rick Hudson
- 2009: Gooby jako Jack Dandridge
- 2010: W pułapce strachu (Terror Trap) jako Don
- 2013: Eksplozja słońca (Exploding Sun, TV) jako Don Wincroft
- 2015: Trumbo jako John Wayne
- 2018: Uwierzcie mi: Porwanie Lisy McVey (Believe Me: The Abduction of Lisa McVey, TV) jako Larry Pinkerton

### Seriale TV
- 1986: Campbellowie (The Campbells) jako Hardy
- 1987: Kapitan Power i żołnierze przyszłości (Captain Power and the Soldiers of the Future) jako Jason
- 1989: Nowa seria Alfred Hitchcock przedstawia (The New Alfred Hitchcock Presents) jako Ted
- 1992: Doogie Howser, lekarz medycyny (Doogie Howser, M.D.) jako Rick O’Neill
- 1992: Knots Landing jako Bill Nolan
- 1993–1994: Nietykalni (The Untouchables) jako agent Paul Robbins
- 1994: Kroniki Seinfelda (Seinfeld) jako Carl
- 1994–1995: Melrose Place jako Terry Parsons
- 1995–2005: JAG – wojskowe biuro śledcze jako komandor Harmon „Harm” Rabb Jr.
- 1998: Herkules (Hercules) jako Thor (głos)
- 1999: Maggie Winters jako Jack
- 2000: Buzz Astral z Gwiezdnej Bazy (Buzz Lightyear of Star Command) jako Romac (głos)
- 2003: Tak, kochanie (Yes, Dear) jako komandor Harmon „Harm” Rabb Jr.
- 2006–2007: Krok od domu (Close to Home) jako zastępca prokuratora generalnego James Conlon
- 2009: Uderzenie (Impact) jako Alex Kittner
- 2011: CSI: Kryminalne zagadki Nowego Jorku (CSI: NY) jako agent FBI Russ Josephson
- 2012: Świętoszki z Dallas (GCB) jako Ripp Cockburn
- 2014: Mad Men jako Dave Wooster
- 2015: Skorpion (Scorpion) jako Bruce
- 2017: Mamuśka (Mom) jako Joe
- 2018–2019: Impulse jako Bill Boone
- 2019: Agenci NCIS: Los Angeles (NCIS: Los Angeles) jako komandor Harmon „Harm” Rabb Jr.
- 2019: The Kominsky Method jako William
- 2020: Spinning Out jako James Davis